# Sallie Ann Jarrett

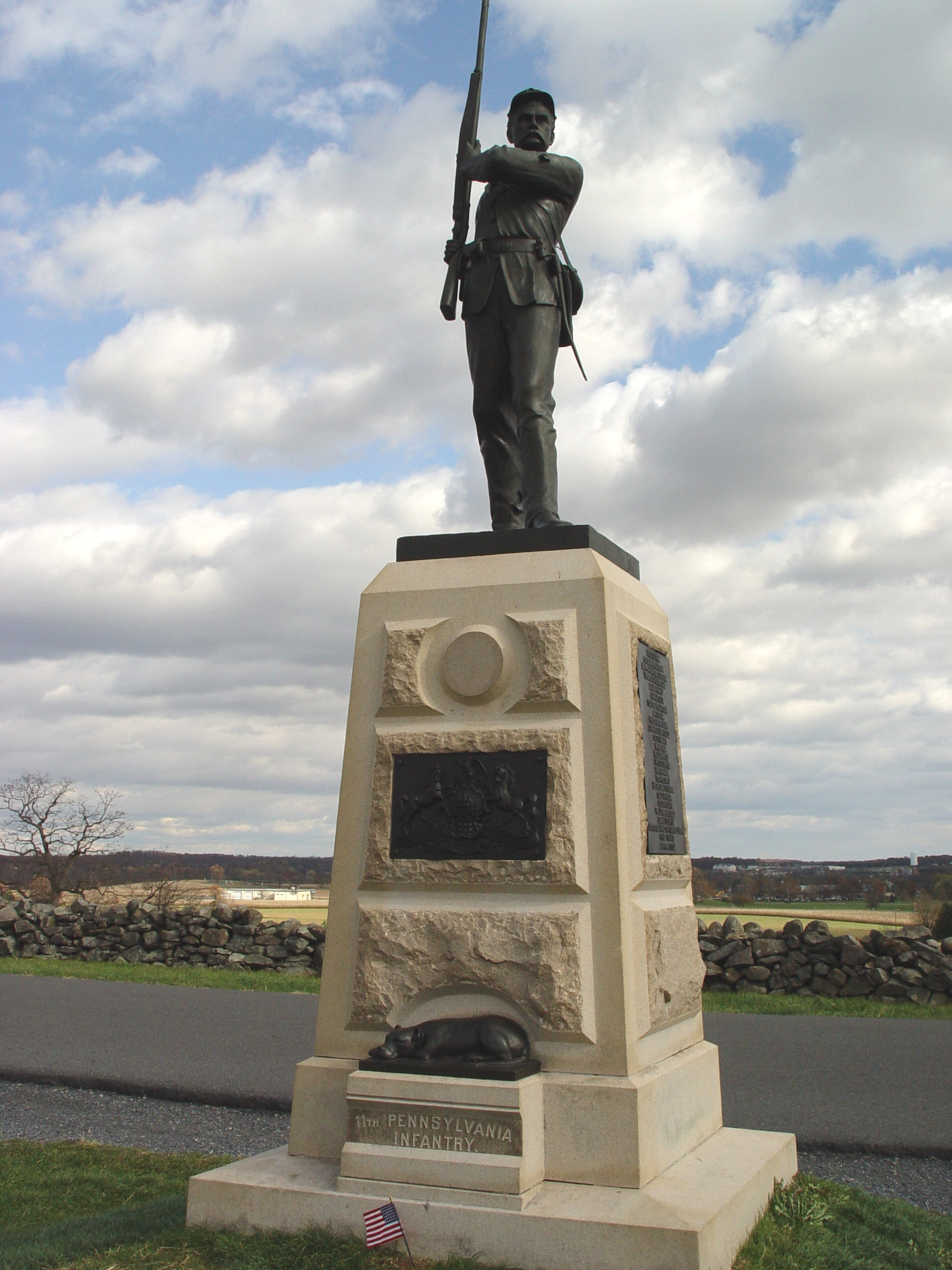
Le 11th Pennsylvania Volunteer Infantry Monument situé au Gettysburg National Military Park, avec une représentation de Sallie.

Sallie Ann Jarrett dit Sallie était la mascotte canine du 11th Pennsylvania Infantry Regiment (en) de Richard Coulter et elle accompagna ces soldats de l'Union pendant presque toute la guerre de Sécession, jusqu'à ce qu'elle soit tuée au combat en février 1865 à la bataille de Hatcher's Run.
D'une race très probablement proche de l'actuelle American Staffordshire Terrier, elle fut offerte par un habitant de West Chester en Pennsylvanie. Les hommes nomment le chiot en l'honneur de deux personnes, une jeune femme et leur commandant d'origine, le colonel Phaon Jarrett.
Elle a participé à chacun des engagements de son régiment, parmi lesquels la bataille de Cedar Mountain, la Seconde bataille de Bull Run, la bataille d'Antietam, la bataille de Fredericksburg, la bataille de Chancellorsville, la bataille de Gettysburg, la bataille de la Wilderness et le siège de Petersburg.
Alors qu'elle était avec le régiment, Sallie a également eu une portée de chiots à cinq reprises.
Lorsque les vétérans du 11th Pennsylvania Infantry Regiment ont érigé leur monument sur le champ de bataille de Gettysburg en 1890, une statue en bronze grandeur nature de Sallie a été incluse sur un piédestal en granit à l'avant du monument.
L'album de bande dessinée Sallie (2018) de la série Les Tuniques bleues évoque cet animal.